# Docetismo
Il docetismo è una dottrina cristologica, ovvero una concezione sulla vera natura del Cristo.
Il suo nome deriva dal verbo greco dokéin, che significa apparire, e trovò nel teologo gnostico Basilide un suo grande assertore. Essa si riferisce alla convinzione che le sofferenze e l'umanità di Gesù Cristo fossero apparenti e non reali; tale convinzione è ritenuta eretica dalle chiese cristiane che riconoscono il Primo Concilio di Costantinopoli.
Il filosofo e orientalista Henry Corbin ha inoltre esteso il significato del termine "docetismo", per indicare una teoria della conoscenza visionaria che sarebbe comune a diverse correnti spirituali e di gnosi nelle tre religioni abramitiche (ebraismo, cristianesimo, islam).

## Origine
Questa dottrina nasce e si sviluppa principalmente nell'ambito delle comunità gnostiche nei primi secoli dell'era cristiana, grazie soprattutto all'insegnamento di Basilide. In effetti spesso gli gnostici utilizzarono questa dottrina per rimuovere quello che essi consideravano lo "scandalo della crocifissione".
Tale concezione fu il frutto della riflessione di vari maestri gnostici; già Simon Mago aveva elaborato il concetto che il Cristo non avesse sofferto sulla croce, perché sostituito da altri (secondo lo stesso Basilide, lo sostituì Simone di Cirene) o perché l'intero episodio della crocifissione sul Calvario era stato soltanto un'illusione.

## Dottrina

### La natura fittizia del corpo di Cristo
Secondo i docetisti, non era concepibile che in Gesù Cristo potessero convivere contemporaneamente natura umana e divina (diofisismo), essendo queste rappresentazioni, rispettivamente, del Male e del Bene. Da questa considerazione deriva che Cristo non poteva avere un corpo umano reale, ma soltanto un corpo etereo (o apparente). Ne consegue che nell'eucaristia non vi potrebbe essere il corpo di Cristo, dal momento che esso è una creatura "priva di sostanza". Questa concezione è quindi opposta alla transustanziazione. 
Data l'opposizione tra spirito (il bene) e  la materia (il male), la redenzione dell'uomo passa attraverso la purificazione progressiva dalla materia al fine di trasformarsi in puro spirito. Solo così il Verbo divino non si sarebbe degradato diventando carne o materia.

### Le reazioni
Nel Vangelo secondo Giovanni, viene esposta una tesi completamente opposta:
Giovanni, sostenendo la corporeità vera del Cristo, getta le basi per la formulazione di una teoria completamente opposta: Cristo è vero Dio e vero uomo; il Logos è diventato carne. Stessa posizione viene ripresa da Giovanni nella sua Prima Lettera:
(1Gv 4, 1-2)
Su questa scia, nel corso del secolo successivo (III secolo) Ippolito di Roma inserì, come professione di fede dei catecumeni (Costituzione di Ippolito) una professione antidocetista. Anche Sant'Ignazio di Antiochia fu uno dei primi e più strenui oppositori del docetismo, in quanto autore di testi antidocetisti come le lettere Ai Tralliani e Agli Smirnesi.

## Angelologia
L'eresia del docetismo non si applica ad angeli e demoni. Al contrario, secondo il tomismo, gli angeli e i demoni sono pura intelligenza e volontà, invisibili e incorporei, cioè immateriali. Diversamente dal caso di Cristo, che per il tomismo è Dio e non un angelo, per gli angeli non è eretico parlare di apparenza corporea. 
Pur essendo privi del corpo o carne, gli angeli e i demoni possono tuttavia apparire in un corpo solido, che è appunto una mera apparenza e che non gli appartiene. Ne è un esempio San Raffaele nel Libro di Tobia.